# Mako Shark
Mako Shark var en konceptbil tillverkad av General Motors 1961. Bilen designades av Larry Shinoda.
Den nya generation Chevrolet Corvette som introducerades 1968 var kraftigt influerad av Mako Shark.